# People’s United Party
Die People’s United Party (PUP) ist eine politische Partei in Belize.

## Geschichte
Die PUP wurde 1950 von George C. Price gegründet. Price war von 1964 bis 1984 und von 1989 bis 1993 Regierungschef. Von 1998 bis 2008 stellte die Partei mit Said Musa erneut den Regierungschef.
Die Partei entstand aus der Unabhängigkeitsbewegung im damaligen Britisch-Honduras, sie hat christdemokratische Wurzeln. Sie wird heute als eher sozialdemokratisch orientiert eingestuft und leicht links der Mitte im politischen Spektrum verortet.
Parteivorsitzender ist seit 2016 John Briceño.

## Wahlergebnisse
Bei der Parlamentswahl 2020 errang sie 26 von 31 Sitzen im Repräsentantenhaus und stellt seitdem den Ministerpräsidenten. Bei der Parlamentswahl 2025 errang die Partei erneut den Wahlsieg.